# Liubov Popova

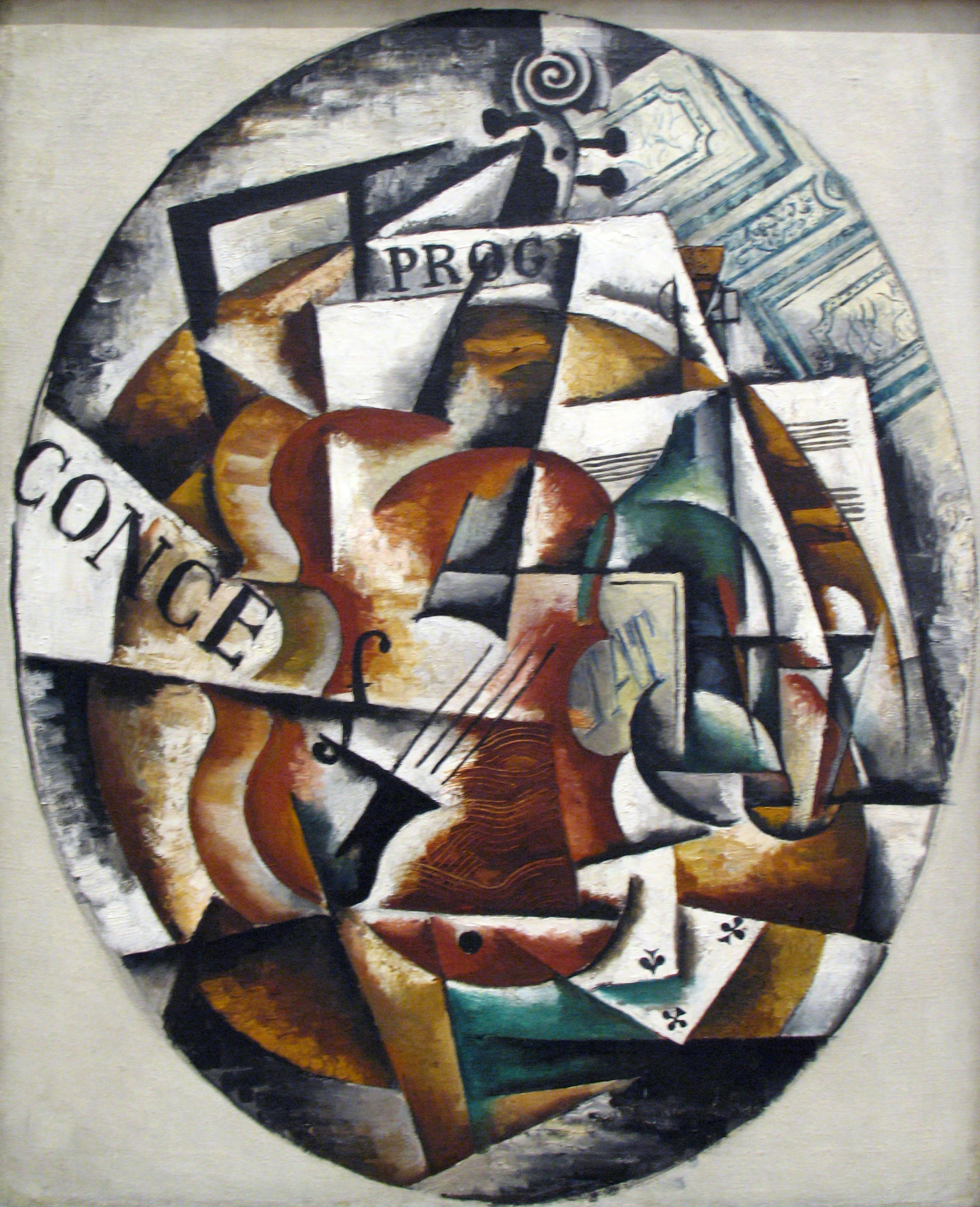
Violí, 1915

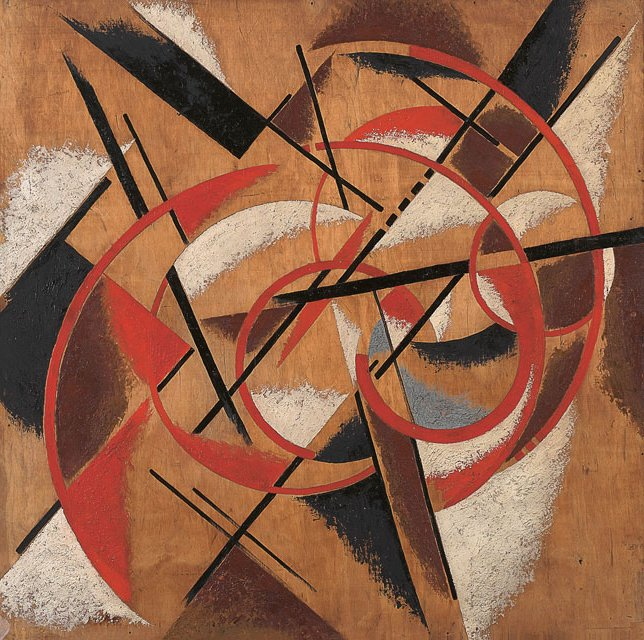
Construcció de força espacial, 1920-21 (marbre i pols de marbre sobre contraxapat, 1123 x 1125 mm)

Liubov Serguéievna Popova (rus: Любо́вь Серге́евна Попо́ва), nascuda a Ivanovskoïe, no lluny de Moscou (6 de maig del 1889 - 25 de maig del 1924), va ser una pintora russa associada a les avantguardes de l'època revolucionària (constructivisme soviètic, suprematisme i cubofuturisme). Es va distingir per les seves composicions arquitectòniques, i entre les seves principals influències va estar Malevich. Va pertànyer a un ambient artístic en el qual va destacar un notable grup de pintores, com Natàlia Gontxarova, Olga Rózanova, Varvara Stepànova i Aleksandra Ekster.
Les seves primeres obres van ser pintura de paisatge i dibuixos de figures humanes (1908-1912). A partir del 1913 i fins al 1915, pinta nus i retrats cubofuturistes (Nu cubista, 1913), una sèrie de naturaleses mortes amb tècnica de collage i ús del relleu (escultopintura), cartes pintades i materials diversos (Naturalesa morta italiana, 1914).
El 1916, comença una reflexió sobre la presència o absència de l'objecte, cap a la no-objectivitat.
Compon teles suprematistes, on barreja color, volums i línies (sèrie de Pictorals arquitectònics, 1916-1921), on formes geomètriques s'imbriquen les unes amb les altres i creen una organització dels elements, no com a mitjà de figuració, sinó com a construccions autònomes.
El 1921, signa un manifest per a l'abandó de la pintura de cavallet i declara que "l'organització dels elements de la producció artística ha de tornar a la posada en forma dels elements materials de la vida, és a dir, cap a la indústria, cap al que anomenem la producció". Sota aquests principis estètics, i juntament amb Rodchenko, participa en l'exposició 5x5=25 a Moscou.

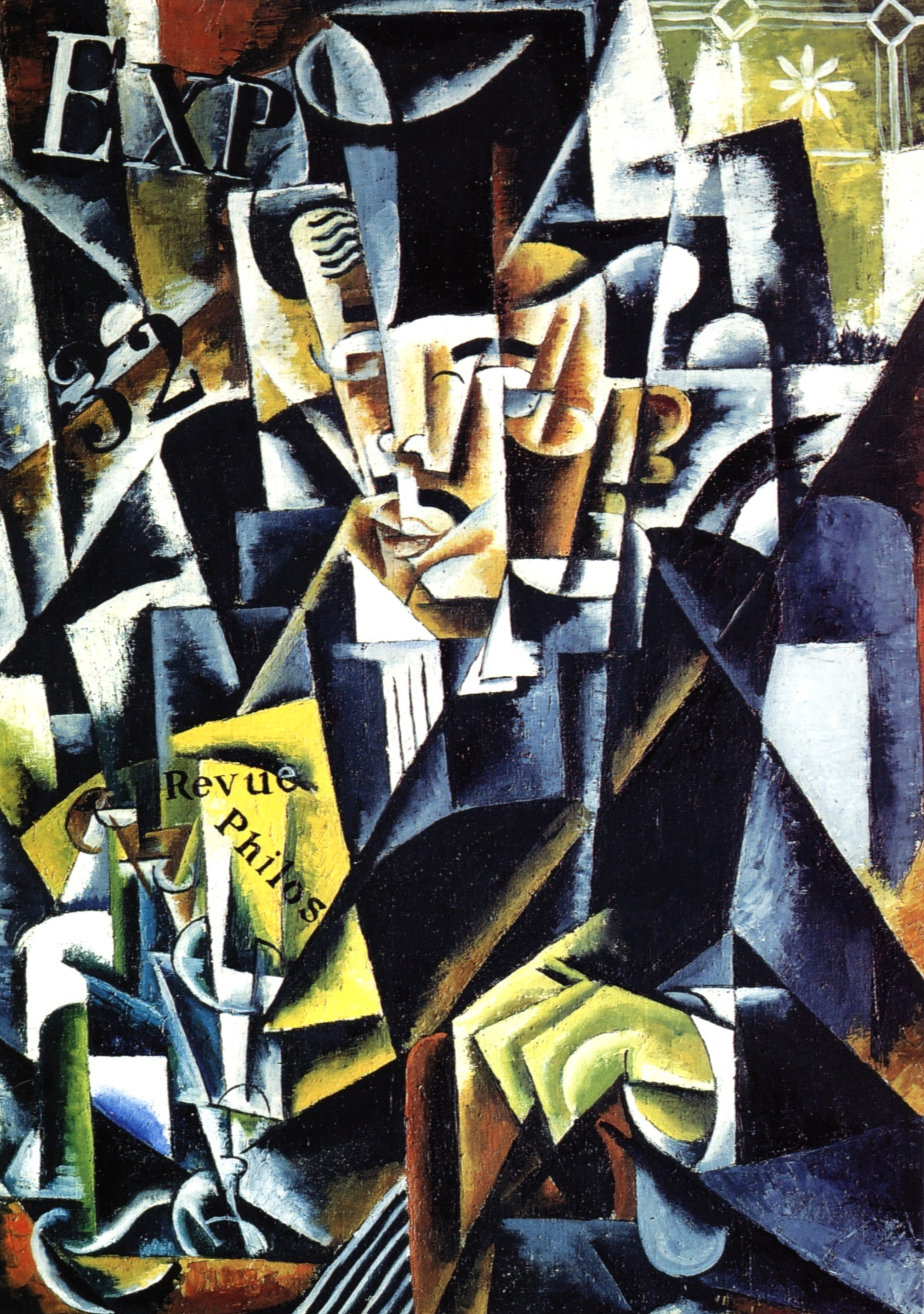
Retrat de filòsof, 1915
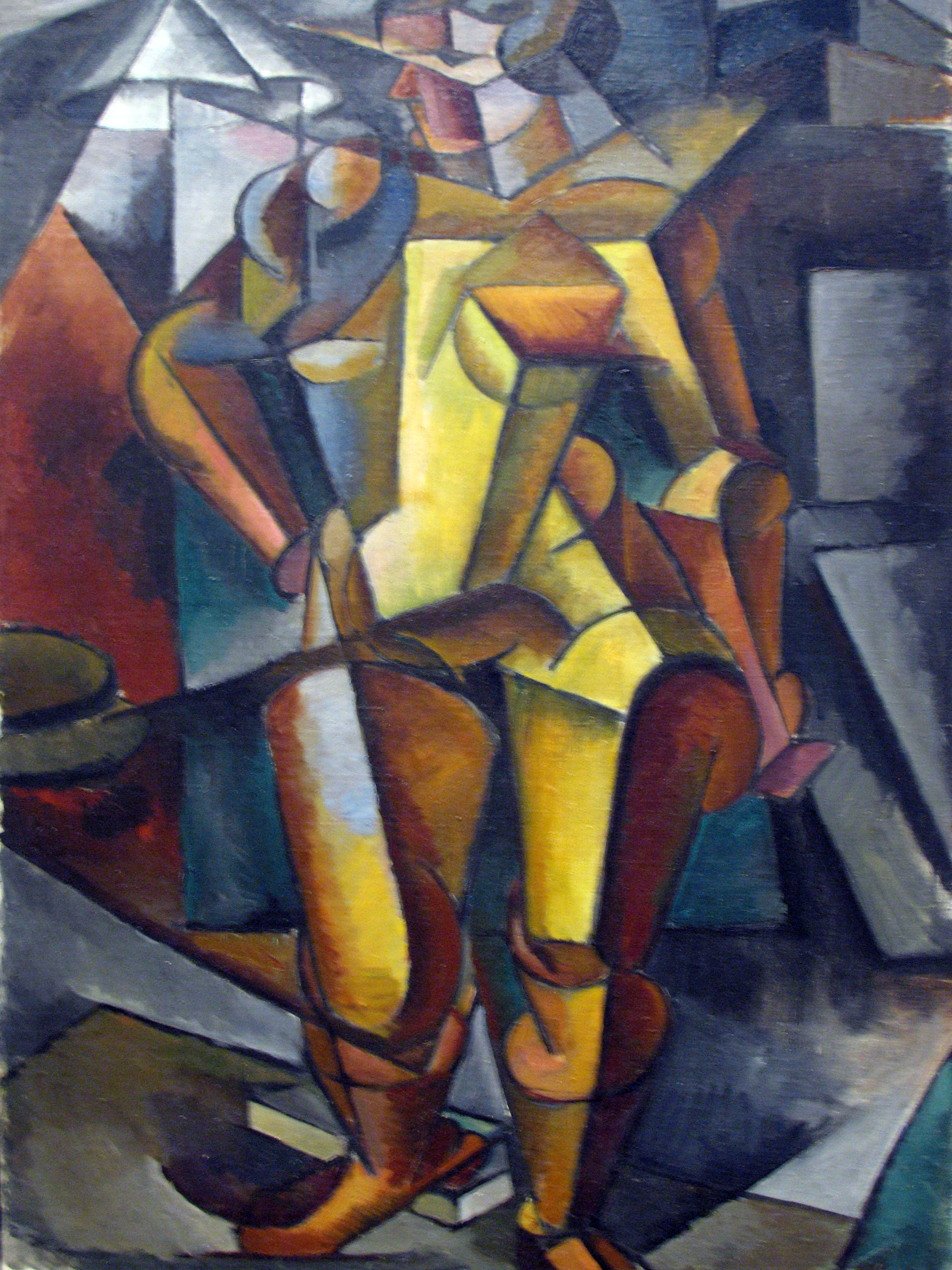
El model, 1913
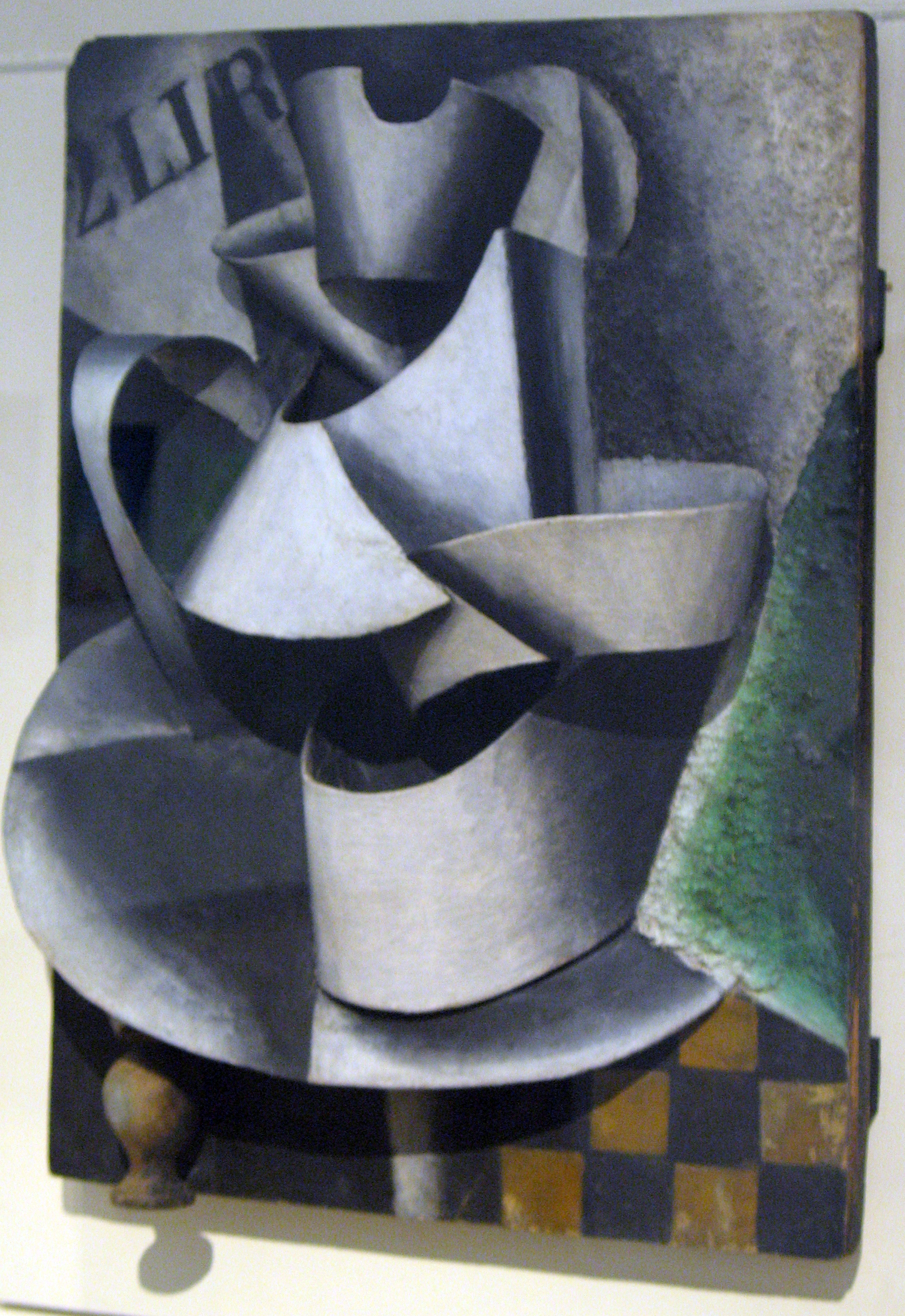
Gerra sobre una taula, 1915
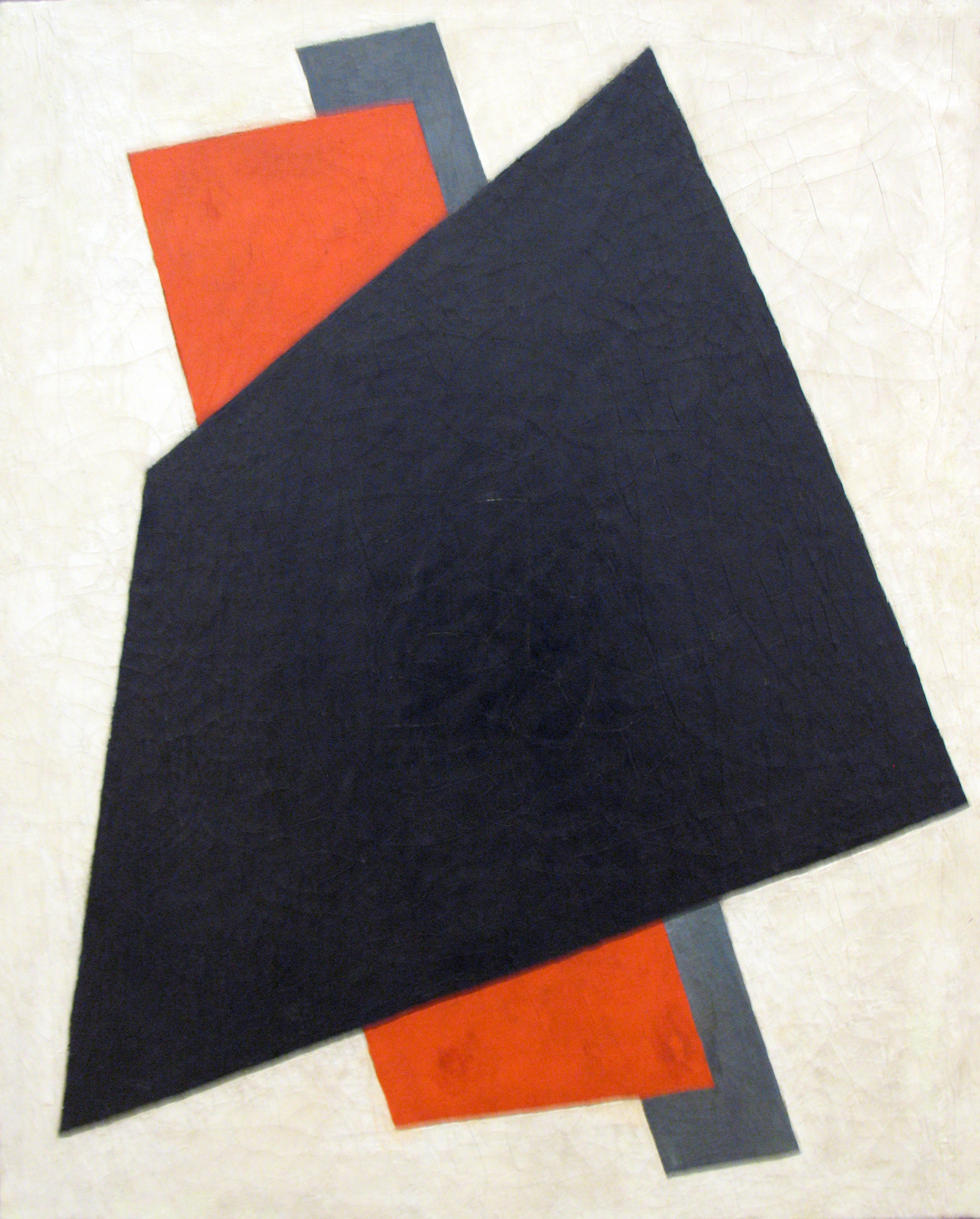
L'arquitectura pictural, 1916
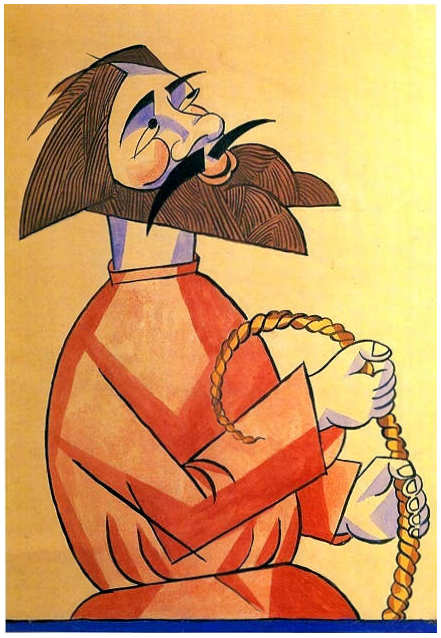
Balda, 1919
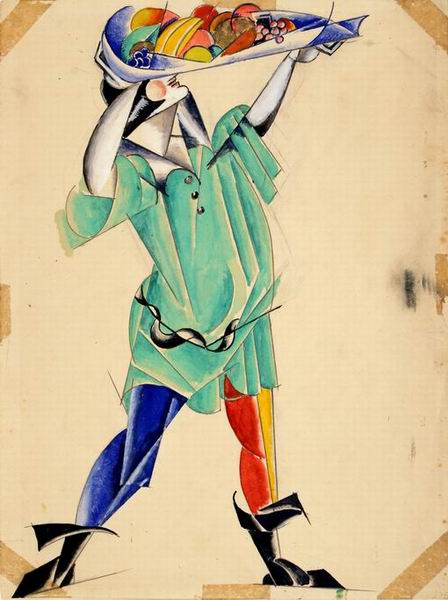
Romeu i Julieta (Ромео и Джульетта), 1920
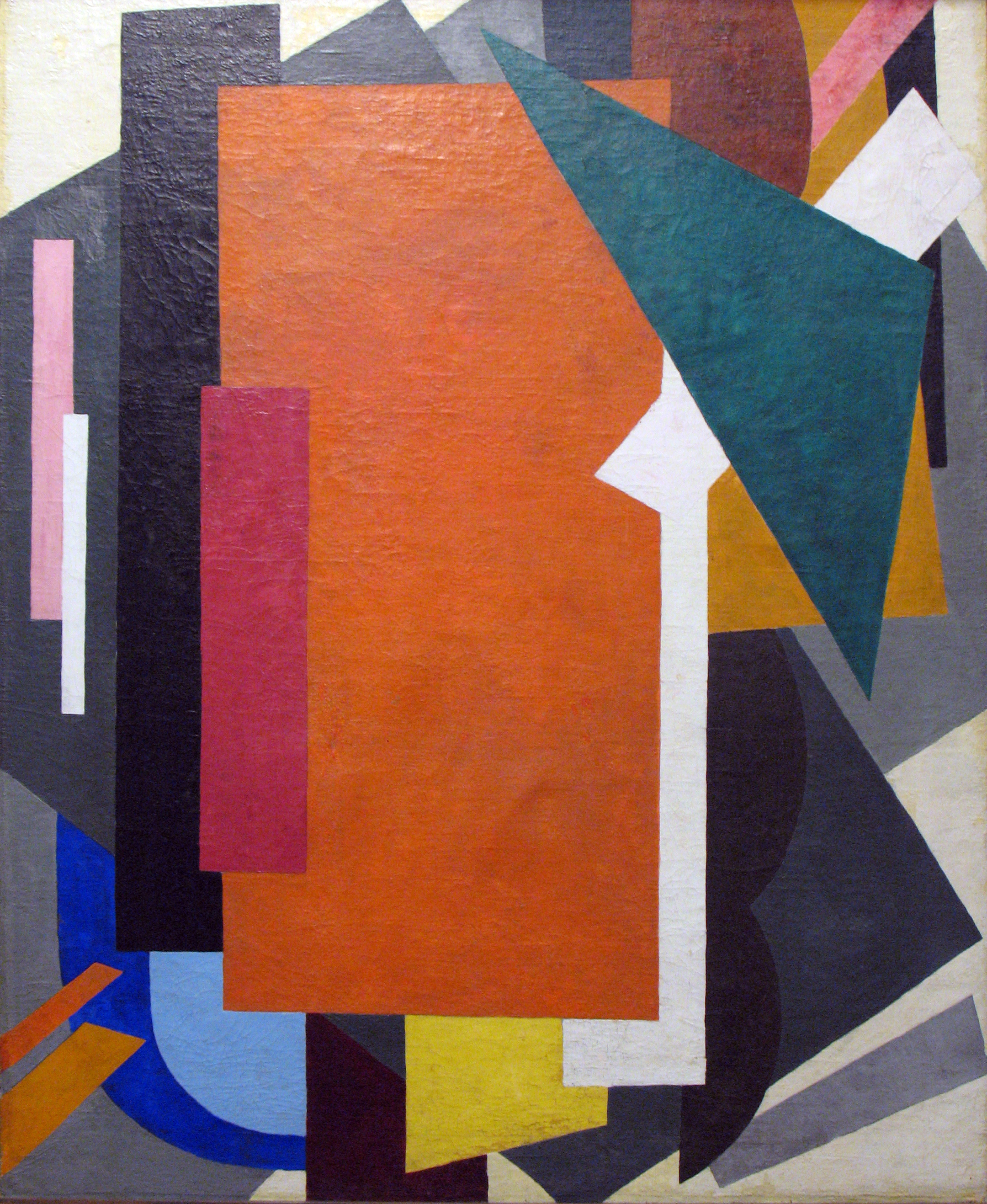
Construcció pintoresca, 1920
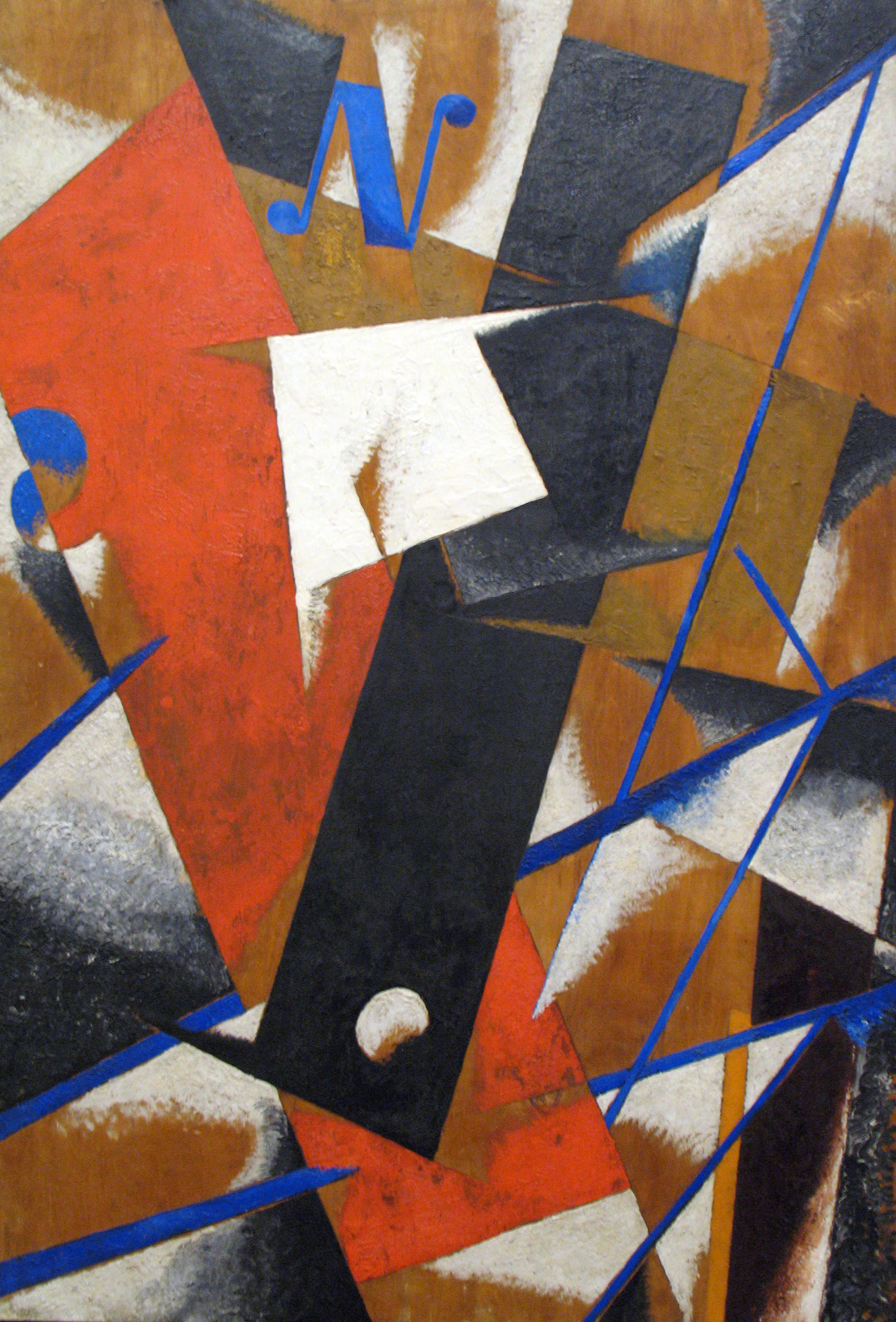
Construcció espai i força, 1921